# Lamu (ciutat)
Lamu és la ciutat més gran de l'illa de Lamu, que és una de les que formen l'arxipèlag de Lamu a Kenya (format per Pate, Manda i altres de menors). Té uns 25.000 habitants (17.076 al cens de 1999). És capital del districte de Lamu dins la província Costanera; ocupa uns 130 km incloent les illes Pate, Manda, Lamu i altres amb 42.299 habitants el 1979, 72.686 el 1989 i 85.642 el 2008; la superfície és de 6.167 quilòmetres quadrats; està dividit en dues circumscripcions: Lamu est i Lamu oest. La temperatura és d'entre 23 i 30 graus (més fred del maig al juliol, i més calor del desembre a l'abril). L'activitat principal és la pesca i el turisme.

## Història

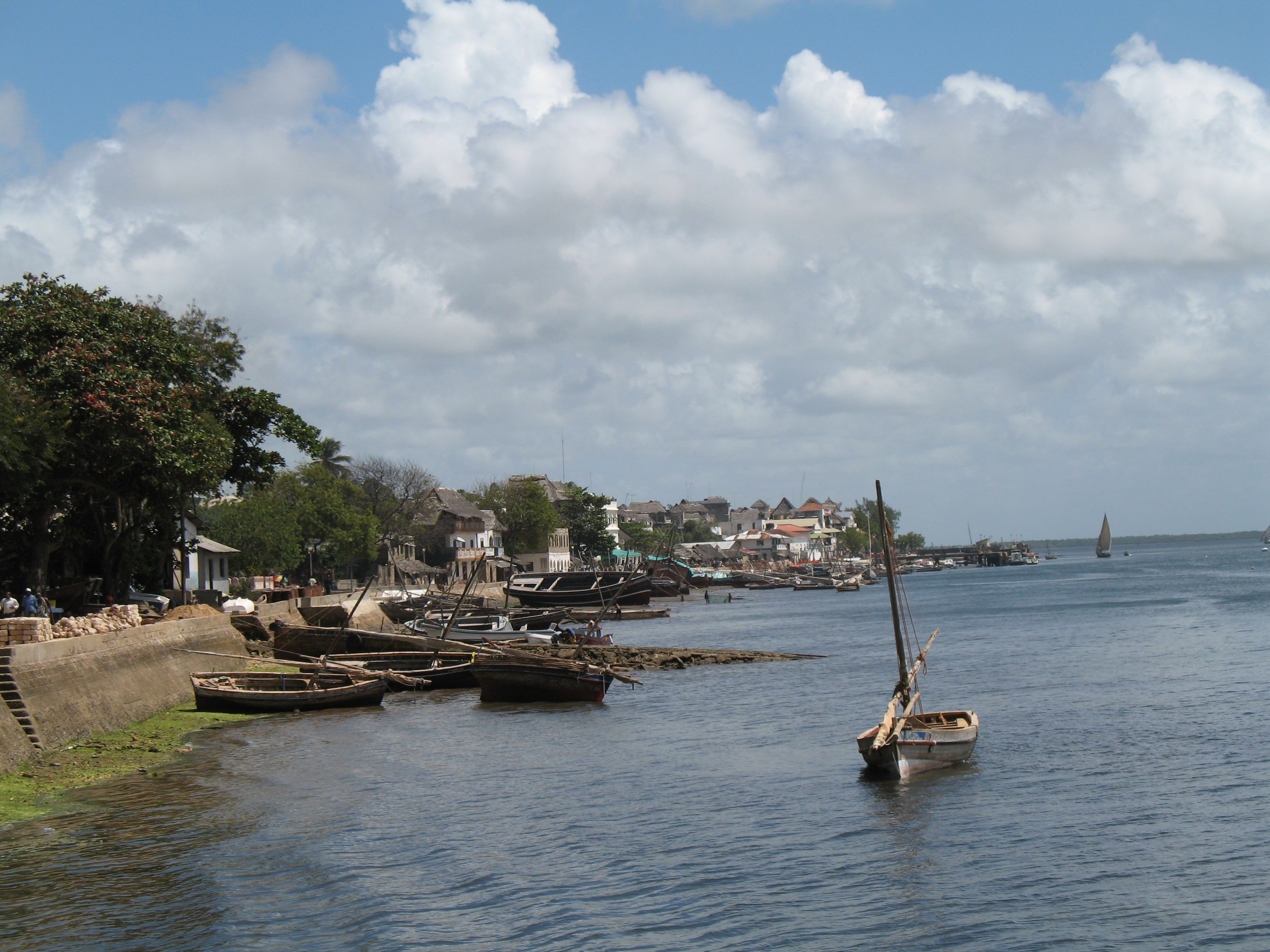
Costa de Lamu

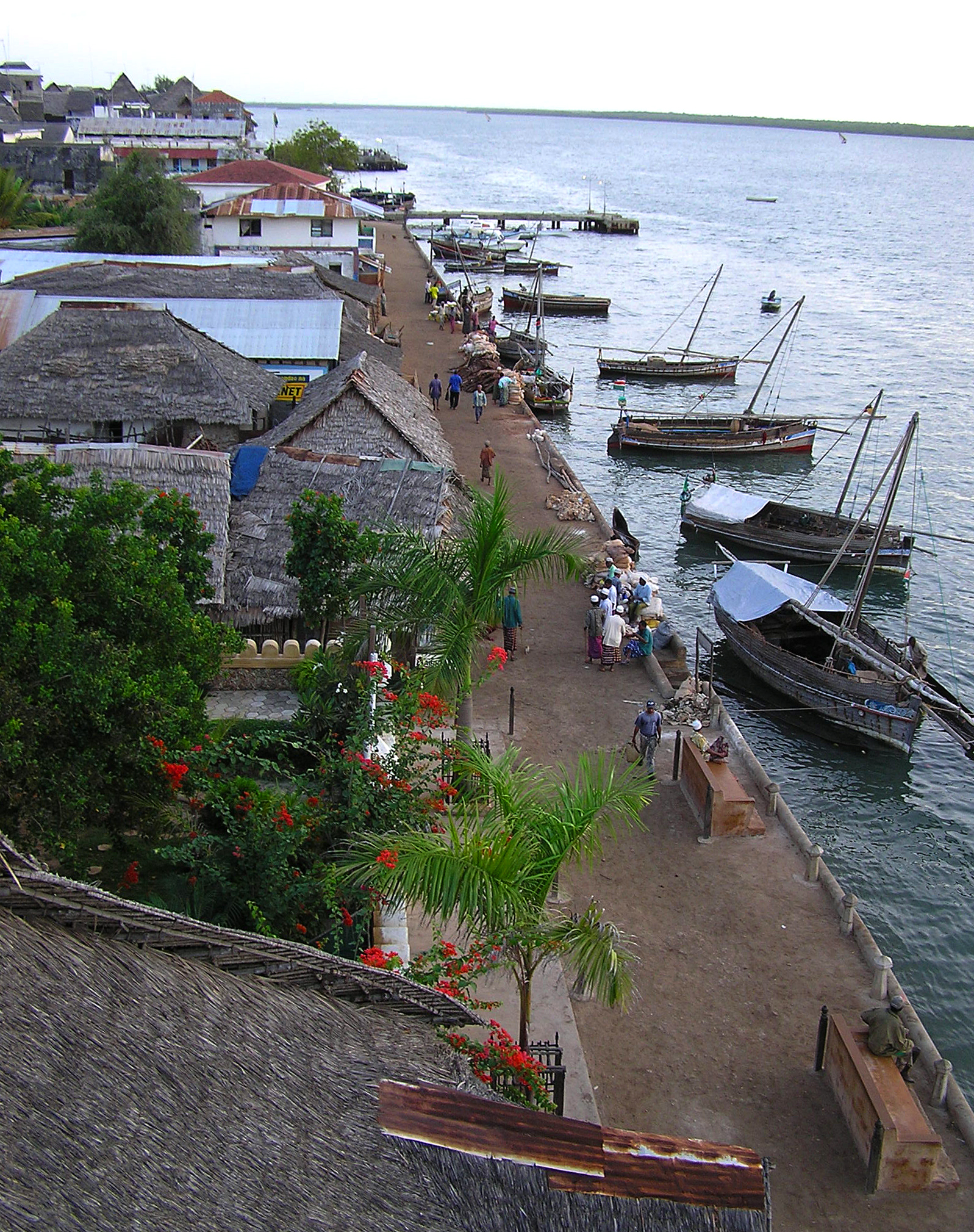
Costa

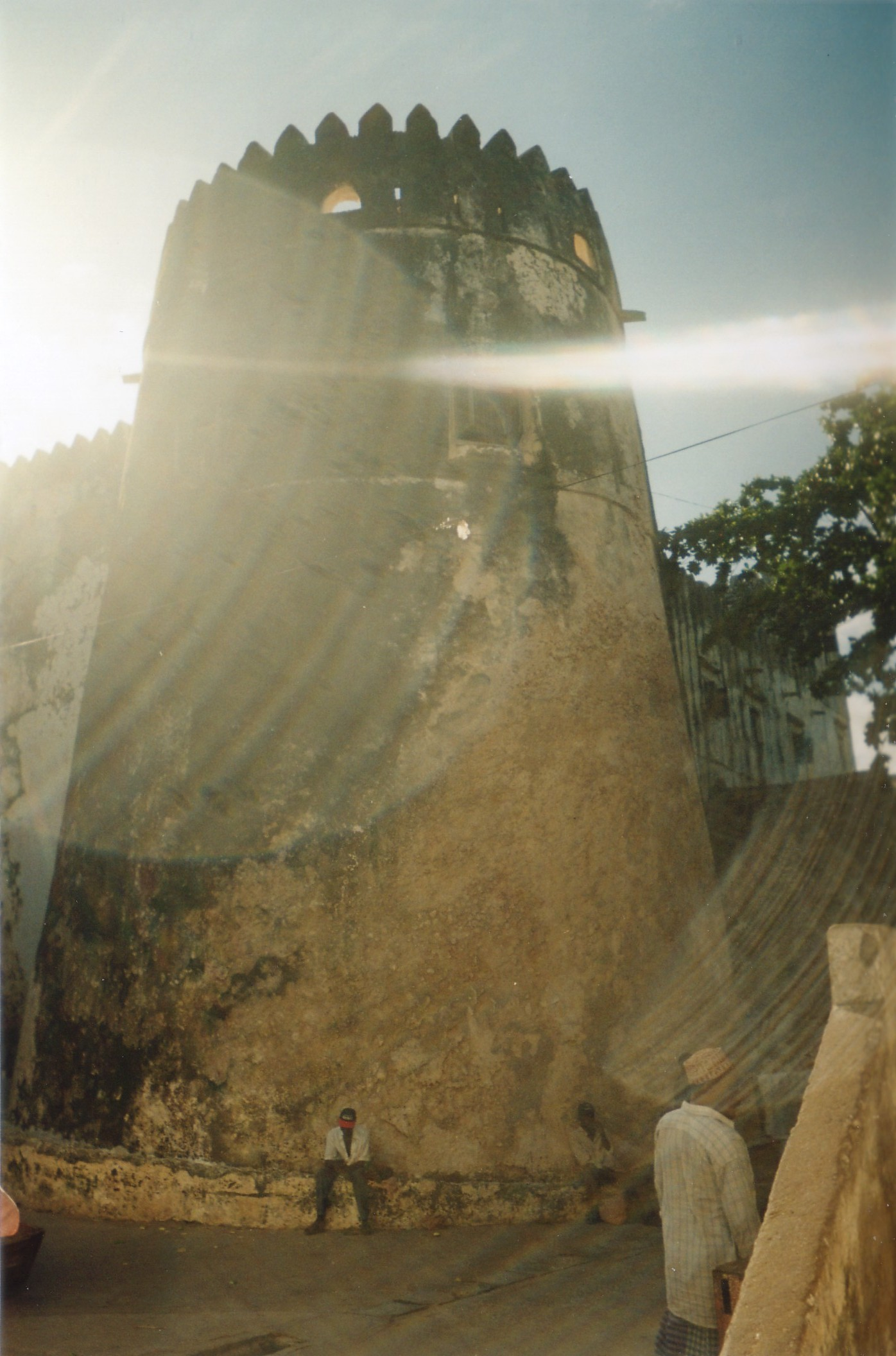
Fort

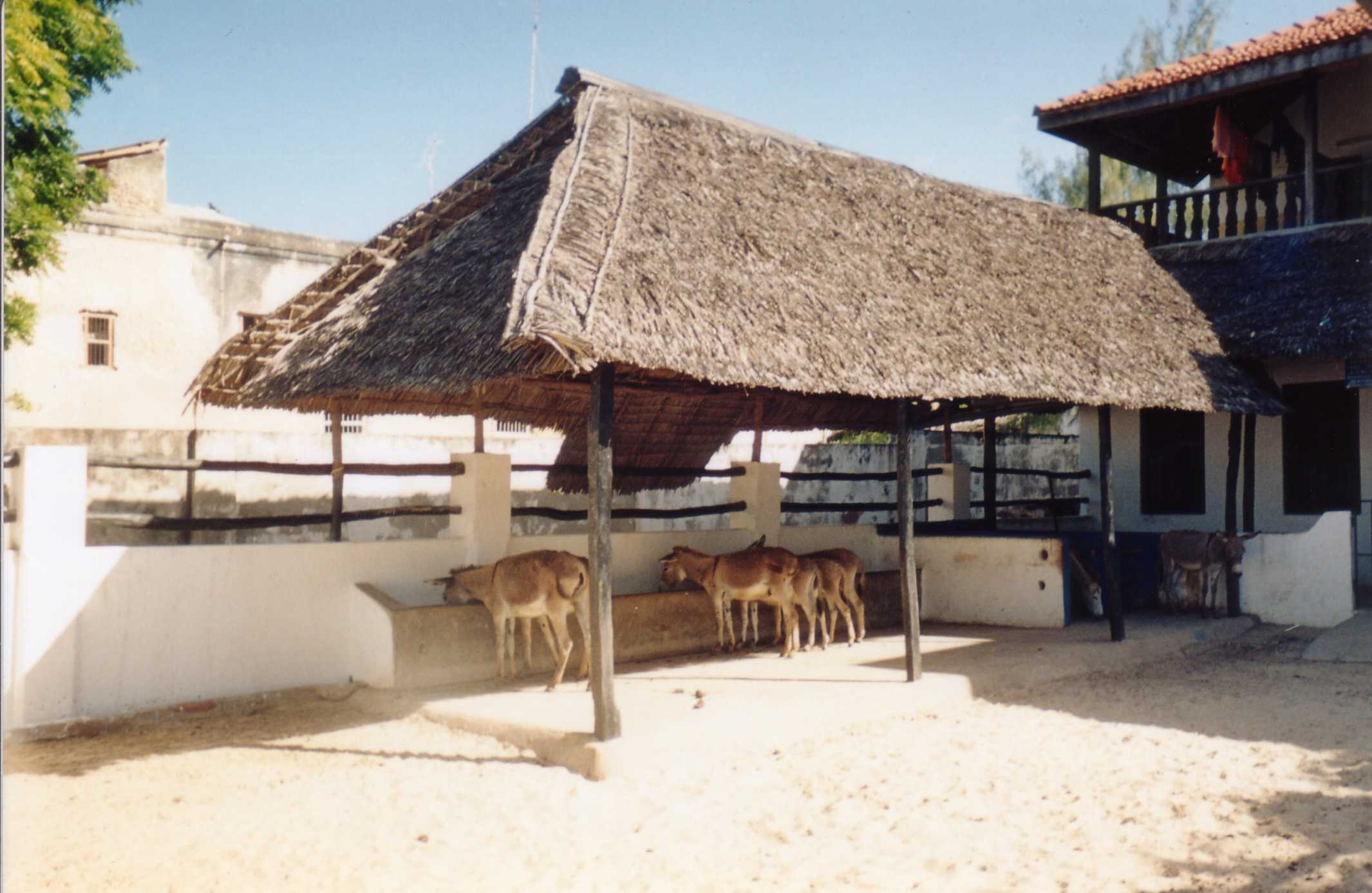
Santuari de rucs

Es tracta probablement de les illes Pyrales indicades en el Periple de la Mar Eritrea, qualificades de centre de comerç. No obstant això, els vestigis arqueològics més antics són del segle viii o IX a Manda, i del XIII a Lamu. Ibn Taghribirdi és el primer que l'esmenta al segle xvi, però la història tradicional suahili, Khabar Lamu, igual que la de Pate, afirma que fou fundada el 695 per enviats del califa Abd-al-Màlik ibn Marwan, reforçats per un contingent enviat per Harun ar-Raixid el 786, afirmacions no confirmades per testimonis escrits o per restes arqueològiques. És esmentada per Abu al-Majasini el 1441 i al final del segle xv l'illa i la costa propera és esmentada també pel pilot Àhmad ibn Màjid. Ibn Taghribirdi només en fa una breu menció: el rei té dret a l'ambre gris que es recull a la platja; hi ha plataners dels quals es recull una mena de mel i algunes conserves; la vila està quasi coberta per l'arena; això indicaria una decadència de la ciutat en aquest temps. Diverses dedicatòries a les mesquites (excepte una) estan datades entre el 1370-1371 la primera, i 1511-1512 la següent, i la resta són posteriors. Quatre mesquites es van construir al segle xviii (1733, 1753, 1760 i 1797).
A partir del 1506 la ciutat fou possessió portuguesa. Pagava un tribut a la corona de 600 mitkhals d'or, pagats en mocenigos venecians. El 1585 va quedar sotmesa a l'Imperi Otomà, representat per l'amir Ali Bey; el portuguesos van deposar el soldà el 1587 i el van deportar (1589) a Goa, on era el dia de Nadal d'aquest any. El 1631 es va unir a la revolta de Mombasa i va ser castigada el 1634; una altra revolta el 1678 va acabar amb l'execució del soldà i quatre soldans més de la rodalia.
Després de la conquesta de Mombasa per Oman el 1698, Lamu va quedar sota sobirania omanita i es va governar com una mena de república. El 1744 els Mazrui van prendre el poder a Mombasa i es van aliar a Pate, però Lamu va restar en contra. El 1807 Mombasa va ajudar el pretendent dels nabahani de Pate, Ahmed ben Shaikh, a deposar el seu pare Fumo Madi (Fumoluti). Aquest va obtenir el suport de Lamu; Mombasa i Pate van atacar Lamu, però foren derrotats a Shella. Sayyid Said d'Oman hi va instal·lar llavors una fortalesa, i fou quan la sobirania omanita fou exercida efectivament, com testimonia una inscripció al fort construït aquest any, que va servir de residència al governador dels Al-Busaid, que fou sempre un membre de la família reial. Així va restar fins al 1901, però després del 1856 mitjançant el soldà de Zanzíbar. Durant els Al-Busaid la ciutat es va desenvolupar molt, mercès a la política comercial expansionista practicada especialment per Sayyid Said, però també pels seus successors. S'hi feia comerç de marfil, de fusta dels manglars (utilitzada en aquest temps a Aràbia del sud per fer teulades) i esclaus. Noves mesquites es van construir durant el segle xix, als anys 1823, 1824 (dues), 1845, 1849, 1865, 1876, 1877 i 1880-1881. Els notables, dedicats al comerç, van adquirir molta riquesa i són els que van construir en aquesta època les mansions luxoses de dos o tres pisos amb les seues baranes (suahili: haraza) que van omplir la major part de la ciutat i que recorden les del Iemen i Oman, però amb arquitectura modificada; especialment destacades són les portes, fetes amb fusta de teca i laboriosament treballades, i els cofres per a roba en fusta alcamforada (sanduku en suahili) i decoració de vori, que resistien la formiga blanca; culturalment es va desenvolupar la poesia i fou residència de nombrosos poetes i escriptors en suahili (en la variant local del ki-amu) i en destaca la poeta Mwana Kupona; a la meitat del segle xx s'han trobat fins a 30.000 pàgines de poesies manuscrites en poder de persones de Lamu, part de les quals es conserven a la biblioteca de Dar es Salaam en microfilm.
Quan Mombasa va esdevenir port d'aigües fondes Lamu va perdre importància, lligat també a la desaparició del tràfic d'esclaus, i a la decadència general del comerç. Va esdevenir llavors el centre religiós més important de l'Àfrica oriental; la madrassa Al-Riyada (modern col·legi de la mesquita de Lamu) va ser fundada el 1901-1902 per Habib Salih ben Habib Alawi ben Habib Adb Allah Djamal al-Layl, descendent d'una família de sayyids de Siu (vila de l'illa de Pate) dels quals un membre havia emigrat a les Illes Comores on Habib va néixer (no parlava àrab, només suahili); establert a Lamu, es va dedicar a l'ensenyament religiós i de la medicina tradicional, i va reunir un grup de seguidors; es va enfrontar al clergat conservador local; utilitzava el tambor per recitar el maulidi barzandji celebrant el naixement del profeta, i va construir una mesquita (l'actual mesquita Riyada de Lamu) des d'on va propagar la tarika alawiyya; va atreure estudiants de territoris veïns (pokomo, galla i bajun) i el 1950 (15 anys després de morir) influïa en tota la costa de Kenya i Tanzània i els seus deixebles eren ara mestres en petites escoles alcoràniques. La cerimònia d'anar a la tomba d'Habib (una simple cabana de fusta) amb danses de les tribus, és avui un atractiu turístic.

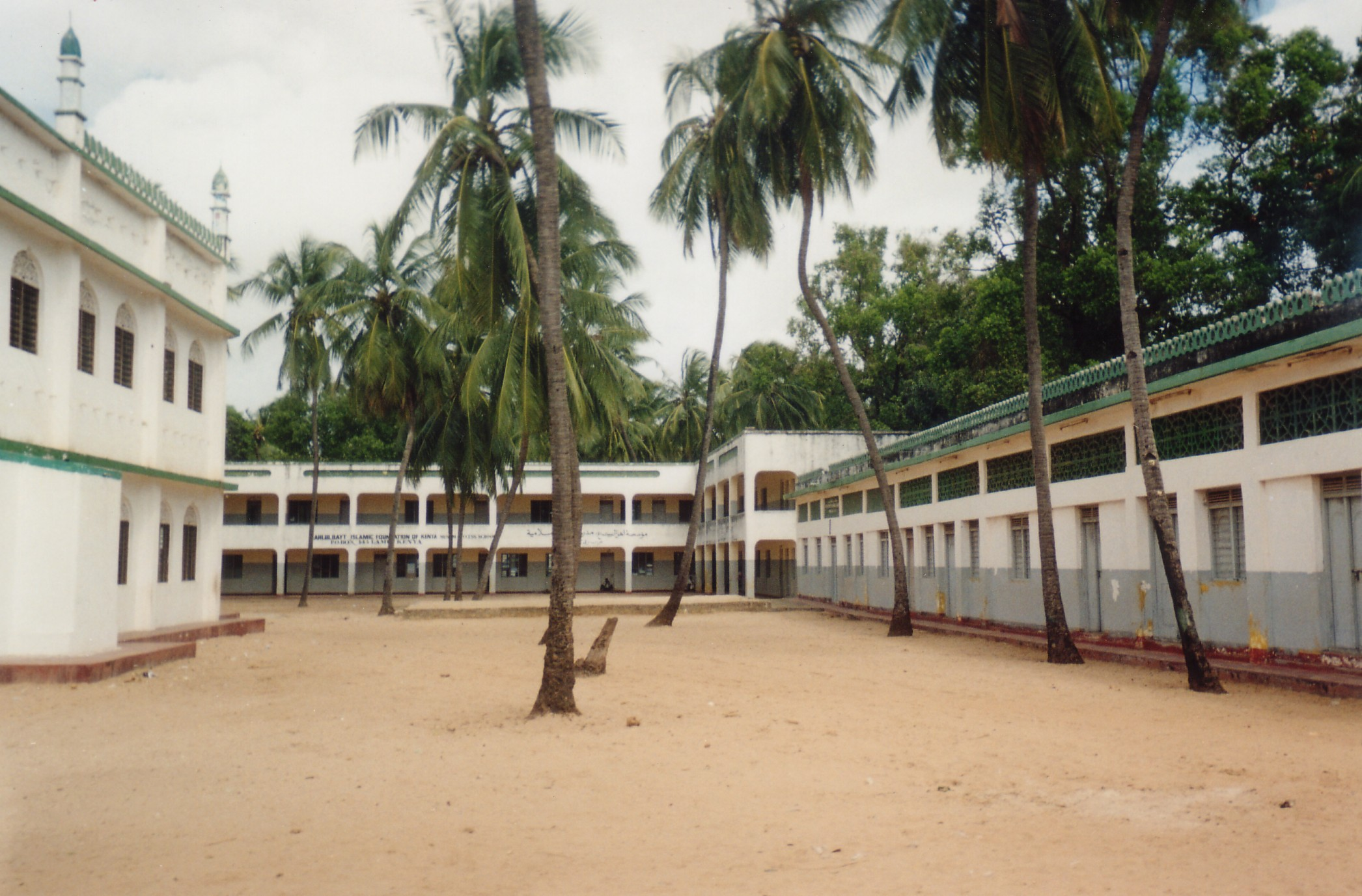
Mesquita Riyadha

La ciutat no va parar de decaure durant tot el segle xx. El 1890 va quedar en possessió de la Companyia Imperial Britànica de l'Àfrica Oriental però sobirania del soldà de Zanzíbar; el 1895 fou posada sota administració del Protectorat de l'Àfrica Oriental britànica, dins els territoris llogats al soldà de Zanzíbar i el 1898 fou la capital del districte de Tanalàndia organitzat aquell any; a partir del 1901 el liwali (virrei) zanzibarí va perdre totes les atribucions excepte les honorífiques; va formar part (1920) de la província de la Costa de l'ara anomenat protectorat de Kenya dins la colònia i protectorat de Kenya, junt amb altres territoris del soldà de Zanzíbar i el soldanat de Wituland. El 8 de desembre de 1963 el soldà va fer renúncia formal de les illes i territoris annexos a favor de Kenya, que va obtenir la independència quatre dies després.
Avui dia continua sent una ciutat que no ha recuperat la seva esplendor i només té importància pel turisme. La vella ciutat està inscrita en la llista del Patrimoni de la Humanitat com "el més vell i millor preservat establiment suahili d'Àfrica oriental".

## Grups ètnics
En la població de Lamu es distingeixen diversos grups ètnics. Lamu estava en les rutes principals en què negociaven els àrabs, i conseqüentment, la població és en gran part musulmana.

## Urbanisme
Com que els carrers són molt estrets, els automòbils no es permeten: la ciutat és explorada fàcilment a peu, en bicicleta o en ruc. Hi ha diversos museus, incloent-hi el Museu de Lamu, on es guarda la banya cerimonial de l'illa; altres museus es dediquen a la cultura del suahili i al servei postal local.
Edificis destacats en són:
- El fort de Lamu, construït al primer quart del segle xix, iniciat pel deposat soldà de Pate Fumo Madi ibn Abi Bakr, mort el 1809, abans d'acabar la construcció, la qual es va concloure després de 1820, pels omanites.
- Mesquita Mnarani.
- Mesquita Riyadha Mosque d'Habib Salih.
- Santuari de rucs (importants per al transport local, amb uns 2.500 rucs a l'illa).